# 安東光成
安東 光成（あんどう みつなり）は、鎌倉時代中期の武士。

## 生涯
安東氏は駿河国安倍郡安東庄を名字の地とする武士で、承久の乱の際に安東藤内左衛門尉が北条泰時の従者として見えるように北条氏の被官（御内人）だった。
承久3年（1221年）承久の乱の戦勝の報が鎌倉に届くと、北条義時の戦後処理についての指示を受けて上洛し、六波羅に在陣していた北条泰時らに伝達した。貞応元年（1222年）義時に男子が生まれると、安産の祈祷を行った僧都観基へ与えた馬の馬引き役を務めている。貞応3年（1224年）義時の急死に伴って鎌倉へ戻った北条泰時の側近の一人となり、泰時邸の警護を担当している。天福元年（1233年）藻壁門院が崩御すると、泰時の見舞いの使者として上洛。嘉禎2年（1236年）泰時が新造の屋敷に移ると、屋敷北門の西側に居宅を与えられている。仁治元年（1240年）鎌倉から山ノ内を抜ける巨福呂坂の修造を奉行した。宝治2年（1248年）蓮華王院修理について、幕府の使者として上洛している。建長4年（1252年）飛鳥井教定旧邸・泉谷亭取り壊しの奉行を担当。建長6年（1254年）火災で自邸が全焼。正嘉元年（1257年）大慈寺修繕供養の間の方違えの方角を清原満定らとともに僉議した。